# Moisés Navedo
Moisés Navedo (Vega Baja, 6 luglio 1933 – Vega Baja, 23 luglio 2013) è stato un cestista portoricano.

## Carriera
Con Porto Rico ha disputato i Giochi panamericani di Chicago 1959, vincendo la medaglia di bronzo.